# Episodi di Pocket Monsters (2023)
Pocket Monsters (ポケットモンスター?) è l'ottava serie della serie televisiva Pokémon in Giappone e coincide con le serie dalla ventiseiesima in poi secondo la numerazione occidentale. Viene trasmessa su TV Tokyo dal 14 aprile 2023. È basata sugli eventi dei due titoli di nona generazione, Pokémon Scarlatto e Violetto. Questa serie segna in Italia il ritorno dell'anime Pokémon sulle reti Mediaset dopo oltre quindici anni: in seguito inizialmente alla prevista messa in onda su K2 da novembre 2023, ad inizio dicembre 2023 l'azienda del Biscione ne ha annunciato la trasmissione su Boing e Boing Plus dalla primavera 2024. Successivamente, a gennaio 2024, è stata rivelata un'anticipazione della trasmissione nel mese di febbraio, in seguito è stata annunciata la messa in onda dal 27 febbraio 2024 in occasione del Pokémon Day.
La serie ha come protagonisti due nuovi personaggi: Liko, una ragazza della regione di Paldea, che indossa un misterioso pendente; e Roy, un ragazzo della regione di Kanto che possiede una misteriosa Poké Ball.

## Orizzonti Pokémon

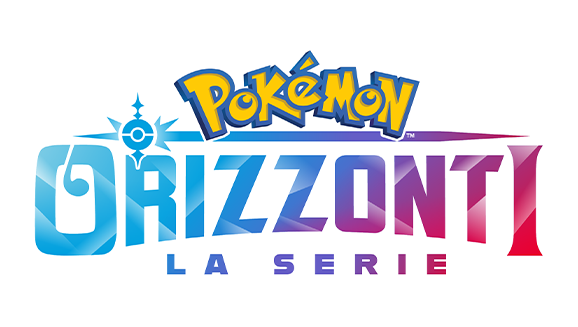
Logo della prima serie

Negli Stati Uniti la ventiseiesima stagione della serie Pokémon prende il nome di Pokémon Horizons: The Series. La pubblicazione su Netflix della serie, inizialmente prevista il 23 febbraio 2024 in occasione del Pokémon Day, è stata posticipata al 7 marzo 2024.
In Italia la stagione è denominata Orizzonti Pokémon: La serie, ed è stata suddivisa in quattro blocchi: il primo blocco, di 15 episodi, è stato trasmesso su Boing dal 27 febbraio al 18 marzo 2024; il secondo blocco, di 9 episodi, è andato in onda dal 29 aprile al 9 maggio 2024; il terzo blocco, di 16 episodi, è andato in onda dal 23 settembre al 14 ottobre 2024; il quarto e ultimo blocco, di 5 episodi, è andato in onda dal 2 al 6 dicembre 2024.
| Nº   | Titolo italiano Giapponese 「Kanji」 - Rōmaji | In onda           | In onda           |
| Nº   | Titolo italiano Giapponese 「Kanji」 - Rōmaji | Giapponese        | Italiano          |
| 1233 | Tutto inizia da un pendente: prima parte 「はじまりのペンダント 前編」 - The Pendant That Starts It All: Part One | 14 aprile 2023    | 27 febbraio 2024  |
| 1233 | Liko, una ragazza timida della regione di Paldea, arriva a Kanto per iniziare i suoi studi all'Accademia Blu. A Liko tocca un esemplare femminile di Sprigatito come suo primo Pokémon, ma i due faticano inizialmente ad andare d'accordo. Una notte, Liko incontra un ragazzo di nome Amethio, che le consegna una lettera che presumibilmente è di sua nonna, chiedendole di portare il suo ciondolo speciale. Sentendosi sospettosa per la situazione, Liko decide invece di scappare. Mentre viene inseguita da Amethio e dalla sua squadra, un altro uomo con un Charizard viene in soccorso di Liko. Quando Liko tenta di scappare, il suo pendente inizia a brillare e la protegge da un attacco. |                   |                   |
| 1234 | Tutto inizia da un pendente: seconda parte 「はじまりのペンダント 後編」 - The Pendant That Starts It All: Part Two | 14 aprile 2023    | 28 febbraio 2024  |
| 1234 | Liko vede uno strano Pokémon, che scompare pochi istanti dopo. Friede, l'uomo con il Charizard, allontana Liko dal pericolo e la porta su un dirigibile noto come Impavida Olivina. Liko incontra gli altri compagni di Friede, che si fanno chiamare Locomonauti, e inizia a fidarsi di loro. Nel frattempo, Amethio e i suoi complici, chiamati Esploratori, continuano la loro ricerca del ciondolo di Liko e arrivano sull'aeronave. Sfortunatamente, dopo un'accesa battaglia tra Friede e Amethio, lo Sprigatito di Liko viene rapito dai cattivi. |                   |                   |
| 1235 | Ne sono certa! Perché Sprigatito è con me! 「ニャオハとなら、きっと」 - For Sure! 'Cause Sprigatito's with Me! | 21 aprile 2023    | 29 febbraio 2024  |
| 1235 | Dopo il rapimento di Sprigatito, Friede e la sua squadra rintracciano gli Esploratori in una vicina città portuale. Qui, il Rockruff di Murdock trova Onia, una dei complici di Amethio, che stava acquistando cibo per Sprigatito. Mentre Friede e Liko la inseguono, Amethio ordina a Onia di attirarli nel loro nascondiglio. Lì, Friede blocca Amethio in una battaglia per consentire a Liko di salvare Sprigatito. Una volta recuperato il Pokémon, Friede si ritira e i Locomonauti e Liko partono per la sua casa a Paldea. Nel frattempo, l'isolano locale Roy trova la bandiera mancante dell'Impavida Olivina sulla spiaggia. |                   |                   |
| 4    | Il tesoro dopo la tempesta 「ながれついた宝もの」 - The Treasure After the Storm! | 28 aprile 2023    | 1º marzo 2024     |
| 4    | I Locomonauti attraccano sull'isola di Roy per riparare il pallone danneggiato del dirigibile. Il loro Fuecoco cade in mare e vaga per la foresta dell'isola, mangiando una scorta di bacche che trova prima che Roy lo scopra e ci faccia amicizia. Dopo aver notato l'assenza di Fuecoco, Liko e Sprigatito lo seguono nella foresta, dove vengono attaccati dai Pokémon selvatici, che credono abbiano mangiato le bacche. Quando Roy li aiuta, la sua antica Poké Ball risplende con il ciondolo di Liko, ma i Pokémon selvatici intrappolano il gruppo. Friede li salva e calma i Pokémon, che perdonano Fuecoco dopo che Liko e Roy lo hanno aiutato a sostituire le bacche. Liko, Sprigatito e Fuecoco si separano da Roy prima di tornare sull'Impavida Olivina. |                   |                   |
| 5    | Ti ho trovato, Fuecoco! 「みつけたよ、ホゲータ」 - Found You, Fuecoco! | 5 maggio 2023     | 4 marzo 2024      |
| 5    | Essendosi affezionato a Fuecoco, Roy si imbarca sull'Impavida Olivina per diventare suo partner. L'equipaggio permette a Roy di restare per la notte, ma non riesce a trovare Fuecoco e torna a casa la mattina successiva. Fuecoco viene a sapere della visita di Roy e va a cercarlo, scoprendo lungo la strada che gli Esploratori hanno seguito i Locomonauti. Dopo essersi riunito con Fuecoco ed essere stato avvertito della presenza degli Esploratori, Roy arruola i Pokémon insetti locali per riparare il pallone dell'Impavida Olivina mentre Friede e i suoi compagni combattono contro Amethio e Zirc per proteggere la nave. Roy si unisce alla battaglia e motiva Fuecoco a eseguire il suo primo attacco riuscito di Braciere, ma questo distrae Friede e consente ad Amethio di avventarsi su Liko. |                   |                   |
| 6    | La Poké Ball antica 「いにしえのモンスターボール」 - The Ancient Poké Ball! | 12 maggio 2023    | 5 marzo 2024      |
| 6    | Il ciondolo di Liko la protegge ancora una volta da Amethio. Lei e Roy combattono contro di lui, ma il suo Ceruledge ha la meglio su Sprigatito e Fuecoco. Quando Liko si precipita a proteggere Sprigatito, la Poké Ball di Roy reagisce con il suo ciondolo e da essa ne esce un Rayquaza nero, che costringe gli Esploratori a ritirarsi prima di volare via. Ispirato dalla sua avventura, Roy cattura Fuecoco e ottiene il permesso di suo nonno di viaggiare con i Locomonauti per catturare Rayquaza. Nel frattempo, il leader degli Esploratori, Gibeon, rimuove Amethio dalla sua missione e l'assegna al suo compagno di squadra Rubén, lasciando Amethio a inseguire Rayquaza e la sua connessione con il ciondolo. |                   |                   |
| 7    | Un allenamento speciale con Cap! 「特訓！ キャプテンピカチュウです」 - Special Training with Cap! | 19 maggio 2023    | 6 marzo 2024      |
| 7    | Liko e Roy chiedono a Dot, la solitaria programmatrice dei Locomonauti, dove si trovi Rayquaza, ma lei si rifiuta di collaborare. Friede accetta di addestrare Liko e Roy nelle battaglie Pokémon, mettendoli contro il suo partner, il Capitano "Cap" Pikachu. Quando la loro consueta strategia di ordinare gli attacchi alla cieca fallisce, i due migliorano concentrandosi sui movimenti di Cap, anche se Sprigatito e Fuecoco perdono interesse per la sfida e si addormentano. Liko e Roy applicano le loro nuove conoscenze nella battaglia l'uno contro l'altra, che termina con Sprigatito che impara l'Attacco Rapido e sconfigge Fuecoco. Dot risponde al loro incontro con un disegno di Rayquaza che vola sopra Paldea, indicando che si trova lì. |                   |                   |
| 8    | La porta che non si apre mai! 「扉が開かない謎の扉」 - The Door That Never Opens! | 26 maggio 2023    | 7 marzo 2024      |
| 8    | Dopo che Friede e Murdock non riescono a convincere Dot a uscire dalla sua stanza con le ciambelle, l'equipaggio si ferma in una città vicina per fare provviste. Liko rimane a bordo dell'Impavida Olivina per guardare una live streaming di Nidotina, una famosa streamer in costume che realizza video su vari temi del mondo dei Pokémon. Liko crede che Dot sia anch'ella una sua ammiratrice, ignara che lei e Nidotina sono in realtà la stessa persona. Dot all'inizio respinge con rabbia Liko, ma dopo che quest'ultima ha espresso il suo apprezzamento per Nidotina e in seguito le ha chiesto durante la diretta come fare amicizia con Dot, la ragazza è ispirata a lasciare brevemente la sua stanza nella notte e accettare le ciambelle di suo zio Murdock. |                   |                   |
| 9    | Benvenuti a Paldea! 「パルデア地方に到着」 - Welcome to Paldea! | 2 giugno 2023     | 8 marzo 2024      |
| 9    | L'Impavida Olivina arriva a Paldea, ricordando a Liko che i suoi viaggi con i Locomonauti sono ormai giunti al termine. La ragazzina è indecisa se restare con l'equipaggio o con i suoi genitori, costringendo Sprigatito a evitarla quando apparentemente inizia a stabilirsi nella sua vecchia casa. Dopo aver sentito suo padre, Alex, esprimere le sue preoccupazioni per lei sin dalla sua partenza per Kanto, Liko condivide i suoi sentimenti con la squadra e decide di continuare le sue avventure con loro, riconciliandosi con Sprigatito e ottenendo l'approvazione di Alex. Mentre discute del Rayquaza nero con Friede, Alex ricorda che l'artista Brassius ha visto un Pokémon raro a Los Tazones. |                   |                   |
| 10   | Nemi, Brassius e... 「ネモ、コルサそれから」 - Nemona and Brassius and... | 9 giugno 2023     | 11 marzo 2024     |
| 10   | Liko e Roy arrivano a Los Tazones e incontrano la Campionessa Nemi, che è preoccupata che Brassius abbia recentemente trascurato i suoi doveri di Capopalestra della città. Scoprono che Brassius soffre di un crollo artistico iniziato quando ha visto il Rayquaza nero dopo averne realizzato una scultura, facendogli considerare la sua opera d'arte inferiore. Tuttavia, Roy è profondamente commosso dalla scultura, motivando Brassius a mettere alla prova la sua determinazione con una battaglia. Sebbene Fuecoco impari Battipiedi, perde contro il Sudowoodo teracristallizzato di Brassius. Soddisfatto, quest'ultimo mostra al trio una scultura che ha scolpito di un Arboliva nella foresta dove ha visto Rayquaza, notando la sua risonanza con il Pokémon leggendario. |                   |                   |
| 11   | La Foresta di Arboliva 「オリーヴァの森」 - Arboliva's Forest | 16 giugno 2023    | 12 marzo 2024     |
| 11   | Nemi guida Liko e Roy nella foresta menzionata da Brassius, con Mollie che li accompagna dopo aver appreso che essa è stata recentemente devastata da un incendio. Durante le indagini, Liko incontra un Wooper di Paldea che è stato disidratato dal fuoco. I Pokémon selvaggi portano Wooper su un albero gigante adornato con un'antica Poké Ball identica a quella di Rayquaza. L'"albero" risulta essere un Arboliva gigante, che fraintende le loro intenzioni e attacca il gruppo di Liko mentre Mollie si prende cura di Wooper. Liko e Roy distraggono Arboliva abbastanza a lungo da permettere a Mollie di curare Wooper, calmando Arboliva, che mostra loro il danno causato dall'incendio alla foresta. |                   |                   |
| 12   | Il futuro che scelgo! 「私が選ぶ未来」 - The Future I Choose! | 23 giugno 2023    | 13 marzo 2024     |
| 12   | Il gruppo di Liko lavora per aiutare a far ricrescere la foresta distrutta. Dopo che Friede scopre e respinge un Magneton che interferisce con le comunicazioni dell'equipaggio, reclutano Landon per irrigare il terreno con il suo Quagsire, consentendo ad Arboliva di ripristinare completamente la vegetazione. Arboliva e il Pokémon all'interno del ciondolo di Liko mostrano a lei e a Roy la visione di una figura misteriosa prima che Arboliva ritorni nella propria Poké Ball. Friede incontra la madre di Liko, Lucy, che spiega che Rayquaza e Arboliva sono due dei Sei Eroi, Pokémon che viaggiarono con il leggendario avventuriero Lucius. Liko e Roy giungono alla stessa conclusione dopo aver letto un libro di fiabe scritto da Alex sulla leggenda, deducendo che Lucius fosse la figura della visione. Liko decide di trovare sua nonna, che le ha dato il pendente, mentre Roy decide di trovare gli altri quattro Pokémon di Lucius. Seguendo il suggerimento dello Squawkabilly di Lucy, i Locomonauti si dirigono verso un vecchio castello a Galar, inconsapevoli che l'allenatore di Magneton, Rubén, li stia seguendo. |                   |                   |
| 13   | Un picnic fuori programma 「ピクニックは突然に」 - An Unexpected Picnic! | 14 luglio 2023    | 14 marzo 2024     |
| 13   | I Locomonauti fanno un picnic vicino a Leudapoli mentre aspettano il riavvio dei sistemi informatici dell'Impavida Olivina. Volendo condividere l'esperienza con Dot e Landon, che si stanno prendendo cura della nave, Liko prepara per loro un picnic al coperto con l'aiuto di Murdock. Dot ringrazia Liko con una foto di sé stessa in costume da Nidotina, con l'intenzione di rivelarle la sua identità. Liko crede che Dot stia solo fingendo di essere Nidotina a causa di un precedente malinteso, ma è felice di aver stretto un legame con lei. Nel frattempo, un Wattrel selvaggio ruba e mangia uno dei panini di Roy e Fuecoco, nonostante la loro offerta di condividerlo. Preoccupato per la distanza di Wattrel dal suo gruppo, Roy decide di trascorrere più tempo con lui. Quando Friede ritorna sulla nave, i suoi sistemi si spengono a causa del sabotaggio di Rubén. |                   |                   |
| 14   | Vola, Wattrel! 「とべ！ カイデン！！」 - Fly! Wattrel! | 21 luglio 2023    | 15 marzo 2024     |
| 14   | Roy scopre che Wattrel ha una paura dell'altezza che gli impedisce di volare e passa la giornata ad allenarsi con lui per aiutarlo a superare la sua paura. Ci riesce dopo aver usato la canna da pesca di Landon come imbracatura per Wattrel, permettendogli di ricongiungersi al suo stormo; tuttavia, decide di restare con Roy e lui lo cattura. Nel frattempo, Friede scaccia il Magneton di Rubén per impedirgli di interferire con il riavvio del sistema dell'Impavida Olivina. Dopo aver combattuto Friede a distanza per studiare le sue mosse, inclusa l'abilità del suo Charizard di teracristalizzarsi in un tipo Buio, Rubén attira con l'inganno Liko e Sprigatito a Leudapoli e le ipnotizza grazie al suo Beheeyem, in modo tale da rubare facilmente il pendente alla ragazza. |                   |                   |
| 15   | Qualcuno che non riusciamo a vedere! Chi sarà? 「みえないヤツだ！ 何者なんじゃ？」 - Someone We Can't See! Whosawhatsit?! | 28 luglio 2023    | 18 marzo 2024     |
| 15   | A causa dell'ipnosi di Beheeyem, Liko e Sprigatito hanno dimenticato tutto quello che hanno passato dal loro primo incontro, e vagano disorientate per Leudapoli. Determinata a trovare Liko quando i Locomonauti si accorgono che è scomparsa, Dot contatta la collega streamer e capopalestra locale Kissara per organizzare una ricerca pubblica di Liko come un gioco a nascondino. Liko prende sul serio il gioco e fugge dai suoi inseguitori con Sprigatito, ed entrambe riacquistano la memoria nel processo. Roy e Dot trovano Liko, che nota il suo ciondolo mancante. Dopo aver riconosciuto Beheeyem come uno dei Pokémon di Rubén, i Locomonauti iniziano a organizzare un piano per recuperare il pendente. |                   |                   |
| 16   | Possiamo farcela, Quaxly! 「クワッスとなら、できるよ」 - Quaxly, We Can Do It! | 4 agosto 2023     | 29 aprile 2024    |
| 16   | I Locomonauti preparano il loro contrattacco contro Rubén, e per l'occasione Dot cattura Quaxly, divenendone ufficialmente l'allenatrice. Mentre Friede viene attirato via da un'esca assoldata, Liko, Roy e Dot si rendono conto che il pendente è nelle vicinanze quando la Poké Ball di Arboliva reagisce improvvisamente ad esso. Dot perquisisce una nave mercantile su cui Rubén è salito a bordo, usando il Pistolacqua di Quaxly come faro per portare Liko e Roy in suo aiuto quando i Pokémon di Rubén la mettono all'angolo. Il trio lavora insieme per sconfiggere il Beheeyem e il Magneton dell'avversario, ma vengono sopraffatti dal suo Umbreon. In quel momento, il pendente emette una luce che rivela la posizione di Rubén, consentendo a Liko di recuperare il suo ciondolo mentre Arboliva aiuta il trio a scappare. Dopo essere tornati all'Impavida Olivina, Dot confessa a Liko di essere Nidotina. Intanto Rubén viene deriso dai suoi compagni per il suo fallimento, ma è più interessato che mai al pendente e a Liko.                                                                                                  |                   |                   |
| 17   | L'ora dell'allenamento speciale! 「カイデンとホゲータ 秘密の大特訓！」 - Special Training Time! | 11 agosto 2023    | 30 aprile 2024    |
| 17   | Roy addestra Fuecoco e Wattrel nella lotta per impedir loro di litigare. Dopo aver perso una lotta contro Cap, Roy trova nuova ispirazione quando l'Impavida Olivina sperimenta venti turbolenti che rafforzano l'attacco Scintilla di Wattrel. Mosso da un consiglio di Dot, Roy sviluppa una nuova strategia in cui lancia in aria Fuecoco e Wattrel per dare a quest'ultimo più elevazione. I tre usano la loro strategia in una rivincita contro Cap, che si traduce in Wattrel che coglie Cap alla sprovvista e gli fa cadere il cappello. Anche se Roy perde di nuovo, scopre che il suo allenamento ha unito Fuecoco e Wattrel attraverso la loro determinazione condivisa a sconfiggere Cap. |                   |                   |
| 18   | Il Pikachu che vola sempre più in alto! 「そらとぶピカチュウ、どこまでも高く!」 - Flying Pikachu, Rising Higher and Higher! | 18 agosto 2023    | 1º maggio 2024    |
| 18   | Incuriositi dall'apparente capacità di volare di Cap durante la sua battaglia con Roy, Liko, Roy e Dot convincono Friede a rivelare le origini del suo Pikachu. Quando era più giovane, rimase senza scopo dopo aver lasciato il suo insoddisfacente lavoro di laboratorio come ricercatore di Pokémon. La sua passione si riaccese quando Lucy, la sua ex insegnante di scuola, lo presentò a un Pikachu selvatico, che usava la coda e l'attacco Locomovolt per volare. Grazie ai suoi sforzi per fare amicizia con Pikachu, Friede scoprì che cercava di volare per ammirare l'alba, ispirandolo a viaggiare per il mondo e imparare di più su Pokémon insoliti come Pikachu. Friede reclutò la sua amica d'infanzia Oria per trasformare la barca del suo conoscente Landon nell'Impavida Olivina, e nominò Pikachu il capitano della nave, portando alla formazione dei Locomonauti. |                   |                   |
| 19   | La dolceamara verità 「マホイップのホント」 - The Bittersweet Truth | 25 agosto 2023    | 2 maggio 2024     |
| 19   | I Locomonauti arrivano a Steamington nella regione di Galar per iniziare la ricerca della nonna di Liko. Liko, Roy e Murdock si fermano al Café Lotta gestito dall'ex amico e socio in affari di Murdock, Michelle, che si rifiuta di affrontarlo. Murdock rivela a Liko e Roy che l'amicizia sua e di Michelle è finita con l'evoluzione del loro Milcery in un Alcremie Rosamix, che si adattava meglio ai pasticcini di Murdock che a quelli di Michelle. Volendo riaccendere la loro amicizia, Liko convince Michelle ad avere una lotta contro lei e Murdock, che diventa una gara di pasticceria tra i due chef, permettendo loro di riconciliarsi. Dopo la partita, il gruppo incontra il capopalestra di Steamington, Kabu, che Roy crede abbia informazioni su Rayquaza. |                   |                   |
| 20   | Lotta di allenamento con Kabu! 「カブさんのバトル修行」 - Kabu's Battle Training! | 1º settembre 2023 | 3 maggio 2024     |
| 20   | Dopo che Liko e Roy lo interrogano sul Rayquaza nero, Kabu decide di mettere alla prova la loro determinazione con una sessione di allenamento nella sua palestra. I due vengono sfidati ad accendere e spegnere le candele dei Litwick, cosa che Liko perde per un pelo quando si ferma ad ammirare il progresso di Roy e Fuecoco. Dopo affrontano Kabu e la sua apprendista Wakaba in un incontro due contro uno, durante il quale Fuecoco impara Lanciafiamme prima di perdere contro il Centiskorch di Kabu. Di fronte a una partita contro Wakaba, che è in fase di test per diventare un'allenatrice ufficiale della palestra, Liko la sconvolge inavvertitamente arrendendosi in modo che possa passare, ma fanno pace dopo che Kabu ha fatto lezione a Liko per essersi permessa di esitare per il bene degli altri. Successivamente, Kabu rivela di aver visto Rayquaza volare verso la miniera di Galar. |                   |                   |
| 21   | L'Hatenna solitaria 「ひとりぼっちのミブリム」 - The Lonely Hatenna | 8 settembre 2023  | 6 maggio 2024     |
| 21   | Liko, Roy e Friede vengono sorpresi da un temporale mentre cercano la miniera di Galar. Trovano rifugio in una capanna, dove scoprono un Hatenna malato, i cui poteri empatici la fanno stare male a causa delle forti emozioni degli altri. Liko porta Hatenna a bordo dell'Impavida Olivina per curarla, ma il piccolo Pokémon si nasconde per evitare le emozioni dei Locomonauti. Liko convince Hatenna a uscire allo scoperto relazionandosi con la sua ansia, cosa che la calma. Dopo che la tempesta si è calmata, Liko tenta di riportare Hatenna nel suo habitat, ma Sprigatito la convince a restare con Liko, che cattura Hatenna e decide di dedicarsi allo studio dei sentimenti dei Pokémon. |                   |                   |
| 22   | Scontro nella miniera di Galar! 「激突！ ガラルこうざん」 - Charge! Galar Mine | 15 settembre 2023 | 7 maggio 2024     |
| 22   | Liko, Roy e Friede arrivano alla miniera di Galar e iniziano a cercare Rayquaza. Liko e Roy finiscono per separarsi da Friede e viaggiano più in profondità nella miniera mentre seguono dei versi che Roy presume provengano da Rayquaza. Dopo che Liko e Roy trovano e aiutano dei minatori privi di forze, i due gruppi incontrano nuovamente la squadra di Amethio, che sta anch'essa indagando su Rayquaza. La battaglia di Liko e Roy con Zirc e Onia viene interrotta dalla vera fonte del rumore e dell'attacco ai minatori: un Moltres di Galar che possiede una delle antiche Poké Ball di Lucius. Moltres sconfigge Cap mentre egli protegge Liko e Roy, che superano l'aura prosciugante di Moltres per scappare dalla miniera con Cap mentre Friede tiene occupato Amethio per coprire la loro fuga. |                   |                   |
| 23   | Il fervente Moltres di Galar 「燃え上がるガラルファイヤー」 - Fiery Galarian Moltres | 22 settembre 2023 | 8 maggio 2024     |
| 23   | Dopo che Friede è fuggito sano e salvo dalla miniera, lui, Liko e Roy escogitano un piano per placare la rabbia di Moltres usando l'aroma calmante di Sprigatito. Gli attacchi di Moltres impediscono al gruppo di avvicinarsi, ma Arboliva usa il suo Campo Erboso per rafforzare Sprigatito, permettendo a loro di creare un turbine aromatico che calma Moltres. Il pendente si trasforma nel Pokémon misterioso e mostra ai presenti una visione di Lucius che menziona qualcosa chiamato "Lakua" prima che Moltres ritorni nella sua Poké Ball, affidandosi ai Locomonauti. Notando che il Pokémon misterioso non è tornato alla sua forma di pendente, il gruppo lo fa uscire di nascosto dalla miniera mentre Amethio li osserva e giura di catturare il Pokémon. |                   |                   |
| 24   | Ricordi nell'antico castello! 「古城での再会」 - Reunion at the Ancient Castle! | 13 ottobre 2023   | 9 maggio 2024     |
| 24   | Liko, Roy e Friede arrivano a Knuckleburgh, dove uno Squawkabilly li guida al vecchio castello dove vive la nonna di Liko, Diana. Quest'ultima riconosce il Pokémon del pendente come Terapagos, che ha scoperto in uno stato dormiente da bambina e ha dato a Liko per custodia dopo che il suo ex amico Hamber, un membro di alto rango degli Esploratori, le si è avvicinato. Rivela anche che Terapagos ha viaggiato con Lucius alla ricerca del leggendario paradiso Lakua. Mentre Diana si allontana per prendere le memorie di Lucius, la squadra di Amethio attacca il gruppo dopo aver rintracciato la loro posizione. |                   |                   |
| 25   | Rivali nel buio della notte 「闇夜の強敵」 - Rivals in the Dark of Night! | 20 ottobre 2023   | 23 settembre 2024 |
| 25   | Liko e i suoi amici fuggono con Terapagos mentre Diana torna per coprire la loro fuga dalla squadra di Amethio. Amethio segue il gruppo di Liko in una delle torri del castello, dove Friede funge da esca contro Amethio e lo sconfigge. Zirc e Onia mettono all'angolo Liko e Roy mentre Hamber affronta Diana mentre raccoglie le memorie di Lucius. Improvvisamente, gli esploratori Coral e Sidian effettuano un attacco non autorizzato al castello, consentendo a Diana di scappare. Dopo aver ricevuto una chiamata di emergenza da Friede, i Locomonauti arrivano e salvano Liko e Roy da Coral e Sidian. Diana decide di accompagnare i Locomonauti, dando le memorie di Lucius a Liko e incoraggiandola a radunare i Sei Eroi. Intanto Hamber e Gibeon conversano sull'imminente realizzazione dei loro desideri. |                   |                   |
| 26   | L'avventura di Terapagos 「テラパゴスの冒険」 - Terapagos's Adventure! | 27 ottobre 2023   | 24 settembre 2024 |
| 26   | Terapagos vaga per l'Impavida Olivina per esplorare i suoi nuovi dintorni, portando Liko a seguirlo attentamente, con grande dispiacere di Sprigatito. Liko alla fine trova Terapagos che chiama qualcuno dalla prua della nave, e quasi cade in mare nel tentativo di salvarlo, ma Diana li salva dopo essere stata allertata da Sprigatito. Rendendosi conto che Terapagos sta cercando Lucius, Liko decide di portarlo a Lakua, cosa che Diane ritiene possibile ripristinando il potere originale di Terapagos attraverso i Sei Eroi. I Locomonauti accettano di aiutare Liko a trovare il resto dei Sei Eroi, con Dot che rivela molteplici avvistamenti del Rayquaza nero in tutta Galar. |                   |                   |
| 27   | Finché sono con i miei amici 「仲間といっしょなら」 - As Long as I'm With My Friends | 3 novembre 2023   | 25 settembre 2024 |
| 27   | Le informazioni di Dot su Rayquaza portano i Locomonauti nelle Terre Selvagge di Galar, ma scoprono che le informazioni sono false, frustrando Dot. Per tirarla su di morale, Liko invita Dot a cucinare del curry con loro dopo che si sono imbattuti in un venditore di ingredienti. Dot accetta con esitazione, non avendo mai mangiato curry prima, e si gode l'esperienza, ringraziando Liko. In seguito, il gruppo decide di investigare in un negozio di antiquariato per informazioni sulle antiche Poké Ball. Nel frattempo, i responsabili dei finti avvistamenti, gli Esploratori, si riuniscono per discutere di Terapagos e dei Sei Eroi. Dopo che Amethio ipotizza che Arboliva e Moltres siano stati svegliati da Rayquaza, gli Esploratori decidono di dare priorità alla cattura di Rayquaza. |                   |                   |
| 28   | Il tesoro rubato 「ぬすまれた宝もの」 - The Stolen Treasure | 10 novembre 2023  | 26 settembre 2024 |
| 28   | Liko, Roy e Friede portano la Poké Ball di Rayquaza per farla ispezionare dal vecchio amico e compagno di avventure di Diana, un venditore di antiquariato di nome Tepen, che ruba di nascosto la sfera per venderla a un altro cliente. Dopo aver notato il furto, il gruppo di Liko insegue Tepen attraverso la città, sospettando che stia lavorando per gli Esploratori. Alla fine mettono Tepen all'angolo in un parco, dove mette KO i Pokémon di Liko e Roy con del sonnifero, ma tutti i suoi Pokémon vengono battuti da Cap. Diana affronta Tepen, rimproverandolo per essere ricorso a frodi e furti e ricordandogli la sua vecchia passione per l'avventura. Pieno di rimorso, Tepen si scusa con tutti e li indirizza dal suo cliente, che si rivela essere un'artigiana di Poké Ball. |                   |                   |
| 29   | Oria e l'artigiana di Poké Ball 「オリオとモンスターボール職人」 - Orla and the Poké Ball Smith | 17 novembre 2023  | 27 settembre 2024 |
| 29   | I Locomonauti incontrano l'artigiana delle Poké Ball, Khana, che possiede una fabbrica che produce in serie Poké Ball sperimentali. Oria nota la negligenza di Khana verso le condizioni della sua fabbrica e fornisce una manutenzione essenziale. Colpita dalla sua competenza, Khana le offre un impiego a tempo pieno in fabbrica. Liko teme che Oria accetterà a causa delle continue richieste di riparazione dei suoi compagni di equipaggio, ma Oria assicura a Liko che lavorare a bordo della Impavida Olivina la soddisfa, poiché costruire la nave per Friede l'ha ispirata a provare cose nuove. Dopo aver aiutato in modo creativo a salvare la fabbrica da uno sciame di Weezing di Galar provocato da Roy, Oria rifiuta l'offerta di Khana e torna con i suoi amici. |                   |                   |
| 30   | Cadute, scivoloni e un Pokémon enigmatico 「ズル～っとガチャンで謎ポケモン！？」 - Slip and Crash! A Mystery Pokémon?! | 24 novembre 2023  | 30 settembre 2024 |
| 30   | Un Polteageist selvatico si imbarca clandestinamente a bordo della Impavida Olivina, lasciando dietro di sé pozze di liquido viola trovate dall'equipaggio. Mentre Liko e Roy indagano sulla fonte del liquido, Polteageist si fa riconoscere dagli altri Pokémon della nave quando sfida il loro Shuckle per gelosia per il suo succo di bacche. Liko e Roy alla fine scoprono che i Pokémon della nave stanno organizzando una partita privata tra Polteageist e Shuckle per dare il benvenuto a Polteageist a bordo della nave, e decidono di non intromettersi. La mattina dopo, Friede accetta con noncuranza Polteageist, mentre Diana è felice di scoprire che il Pokémon ha trasformato la sua tazza da tè in un Sinistea, rivelando che sapevano già della presenza di Polteageist e avevano lasciato che Liko e Roy lo scoprissero da soli. |                   |                   |
| 31   | Un canto nella nebbia 「白い霧の歌声」 - Song Within the Mist | 1º dicembre 2023  | 1º ottobre 2024   |
| 31   | I Locomonauti cercano nell'oceano il prossimo dei Sei Eroi, un Lapras, dopo diverse segnalazioni di uno che guida i marinai fuori dalle acque coperte di nebbia con il suo canto. Quando Lapras appare per aiutarli dopo che l'Impavida Olivina è entrata nella nebbia, Liko e Roy scoprono che parte del loro carico di cibo è stato rubato da un Ambipom e un Toedscruel, due Pokémon delle foreste, che scompaiono senza lasciare traccia dopo essere saltati in mare. Sospettoso, Friede conduce l'equipaggio di nuovo nella nebbia con altro carico come esca, esponendo un gruppo di Pokémon ladri che cavalcano il dorso di un Wailord. Nel processo, si scopre che Lapras ha creato la nebbia per ingannare i marinai in modo da rubare le loro scorte. |                   |                   |
| 32   | Lapras e l’affetto per i suoi amici 「ラプラスの想い、仲間を想い」 - Lapras's Feelings for its Friends | 8 dicembre 2023   | 2 ottobre 2024    |
| 32   | I Locomonauti inseguono Lapras e la sua banda "pirata" di Pokémon per ragionare con loro, ma Lapras congela l'Impavida Olivina in acqua con il suo Geloraggio per proteggere i suoi compagni. Notando una scia di casse di cibo vuote di altri marinai che i Pokémon hanno derubato, Liko e i suoi amici riescono a trovare il nascondiglio di Lapras, dove convincono quest'ultimo delle loro intenzioni. Con il supporto di Terapagos e degli altri Pokémon di Lucius, Lapras mostra al gruppo di Liko il suo ricordo di Lucius che promette che avrebbe aspettato i suoi Pokémon a Lakua. Dopo che Liko dichiara di aiutarli a trovare questo luogo, gli altri Pokémon pirata svelano la Poké Ball antica di Lapras e lo convincono a unirsi a Liko mentre continuano a badare a sé stessi. Dopo questo, il gruppo di Liko vede il Rayquaza nero volare sopra di loro. |                   |                   |
| 33   | Il ruggito del Rayquaza nero 「咆吼の黒いレックウザ」 - Roar of the Black Rayquaza | 15 dicembre 2023  | 3 ottobre 2024    |
| 33   | Roy sfida Rayquaza a una battaglia, ma Amethio arriva per catturare il Pokémon leggendario. Rayquaza sconfigge facilmente il Ceruledge di Amethio e attacca i Locomonauti, ma Terapagos entra brevemente nella sua forma Teracristal e li protegge prima che Rayquaza voli via, con Friede e Diana che concludono che Rayquaza stava testando il potere di Terapagos. Diana si prepara a investigare sui Sei Eroi e sugli Esploratori da sola, chiedendo a Friede di tenere segreta la sua partenza a Liko. Il giorno dopo, Diana combatte Liko e Roy, ripristinando la loro fiducia dopo il loro sconfortante incontro con Rayquaza. Nel frattempo, Amethio torna alla base degli Esploratori con la determinazione di diventare più forte. |                   |                   |
| 34   | Inseguendo la propria avventura 「それぞれの旅立ち」 - Respective Departures | 22 dicembre 2023  | 4 ottobre 2024    |
| 34   | Liko e Roy sentono per caso la decisione di Diana di partire, così i Locomonauti la sorprendono con una festa d'addio in cui celebrano le loro esperienze durante il soggiorno di Diana. Quest'ultima è commossa dal gesto e dà il suo diario a Liko prima che il gruppo la lasci. Nel frattempo, Amethio affronta una dura battaglia di allenamento con Hamber, che sconfigge il Ceruledge di Amethio con il suo Dusknoir Teracristalizzato. Hamber è impressionato dall'impegno di Amethio nello sconfiggere Rayquaza e gli dà una Terasfera con cui continuare il suo allenamento. Dopo aver spiato Amethio e Hamber, Rubèn e Chalce progettano di reclamare Rayquaza per loro. |                   |                   |
| 35   | Friede e Cap, il duo scatenato 「荒野のふたり フリードとキャップ」 - The Wild Pair, Friede and Cap! | 12 gennaio 2024   | 7 ottobre 2024    |
| 35   | I Locomonauti accettano lavori saltuari dopo aver esaurito i fondi per il viaggio, con Friede che accetta un incarico per trovare il Bramblin scomparso di un vecchio amico nella natura selvaggia. Liko si unisce a Friede per scrivere una relazione scolastica sul suo legame con Cap, ma è colta di sprovvista dai litigi del duo mentre seguono il Pokémon attraverso il deserto. Quando Bramblin viene catturato dai cacciatori di Pokémon, Friede e Cap sembrano separarsi dopo un altro litigio, ma si scopre che è uno stratagemma per distrarre i cacciatori abbastanza a lungo da permettere a Bramblin di evolversi in Brambleghast in modo da liberarsi, ostacolando i cacciatori e riguadagnando il rispetto di Liko. |                   |                   |
| 36   | Un compagno per Oinkologne 「パフュートン仲良し大作戦!」 - Mission: Find Oinkologne's Partner! | 19 gennaio 2024   | 8 ottobre 2024    |
| 36   | Una ragazza di Porcellinia di nome Elsa chiede a Nidotina di aiutarla a trovare un partner per il suo depresso Oinkologne in un imminente torneo di lotta a coppie. Dot manda Liko e Roy ad aiutarla, scoprendo che la femmina "Spiralina" è innamorata di Prince, un Oinkologne maschio appartenente al rivale e cotta segreta di Elsa, Enrico. Prince respinge continuamente Spiralina nonostante gli sforzi di Liko e Roy, preferendo la compagnia di Pokémon femmine attratte dal suo dolce profumo. Quaxly si vendica ballando per rubare l'attenzione degli ammiratori di Prince, spingendo un Prince geloso a ricoprire Quaxly di terra. Spiralina attacca Prince per difendere Quaxly, guadagnandosi l'ammirazione di Prince. Enrico e Elsa si accettano a malincuore come partner per il bene dei loro Pokémon e, dopo essersi allenati con Liko e Roy, alla fine vincono insieme il torneo. |                   |                   |
| 37   | Fuecoco... dalla parte dei teppisti?! 「ホゲータ、ワルになる！？」 - Fuecoco… Becomes a Crook?! | 26 gennaio 2024   | 9 ottobre 2024    |
| 37   | I Locomonauti vengono assunti per rimuovere delle rocce in un sito di scavo, ma sono costretti ad aspettare quando un Krookodile e il suo branco di Krokorok danneggiano l'attrezzatura di scavo. Esaminando il sito con Liko e Friede, Roy e Fuecoco trovano un nido di Sandile. Dopo che Roy e Fuecoco fanno amicizia con il branco con il loro canto, il gruppo si rende conto che la famiglia di Krookodile sta semplicemente difendendo il loro nido dagli scavatori. Il branco si agita quando gli scavi riprendono, provocandoli ad attaccare di nuovo gli scavatori. Per far cessare le violenze, Fuecoco impara Incantavoce per calmarli. Su suggerimento di Roy, il branco usa il loro Coro per distruggere le rocce, anche se i Locomonauti perdono il loro pagamento poiché il loro aiuto non è più necessario. |                   |                   |
| 38   | Un SOS da Tandemaus? 「SOSはワッカネズミから？」 - The SOS is from Tandemaus? | 2 febbraio 2024   | 10 ottobre 2024   |
| 38   | Mentre fanno un controllo medico ai loro Pokémon dopo una tempesta, Liko e Mollie trovano quello che sembra essere un Tandemaus ferito, un Pokémon che normalmente si presenta in coppia. Il Tandemaus li porta in un tunnel bloccato da un albero caduto, dove recuperano rapidamente il suo compagno. Quando il Tandemaus continua a chiamare altri più in profondità nel tunnel, Liko lo segue insieme a Hatenna e trova due controparti più piccole di Tandemaus, rivelando che il gruppo è la forma evoluta del Pokémon, una famiglia di quattro Maushold. Hatenna impara Curapulsar per curare i Maushold feriti, che rimangono a bordo della Impavida Olivina. |                   |                   |
| 39   | Il martello ideale di Tinkatink 「カヌチャンとこだわりのハンマー」 - Tinkatink's Ideal Hammer | 9 febbraio 2024   | 11 ottobre 2024   |
| 39   | Dot fa compere a Acciaiopoli dopo che la sua attrezzatura per lo streaming è stata danneggiata da un'esplosione. Uno dei suoi nuovi microfoni viene preso da un Tinkatink selvatico, che lo trasforma in un martello per sé. Più tardi, quando la scorta di ferro dei Locomonauti scompare, la maggior parte della squadra incolpa Tinkatink di averla rubata dopo che Tinkatink mostra il suo nuovo martello a Dot, ma quest'ultima difende il Pokémon. Rendendosi conto che il ferro mancante è stato mangiato, Friede scopre che il vero colpevole è un Orthworm intruso, che ingoia il martello di Tinkatink. Dopo che Dot l'aiuta a recuperare il martello, il piccolo Pokémon decide di rimanere con la ragazza, che cattura Tinkatink. |                   |                   |
| 40   | Addio, Sprigatito? 「さよなら、ニャオハ？」 - Farewell, Sprigatito? | 16 febbraio 2024  | 14 ottobre 2024   |
| 40   | Durante una lotta di allenamento con Roy, Sprigatito colpisce accidentalmente Liko con il suo Fogliame, facendole slogare il polso. Distrutta dal senso di colpa, Sprigatito torna al vicino rifugio di allevamento gestito da Marnya, colei che ha scelto Liko come sua allenatrice, ed evita Liko quando lei va a recuperarla. Liko apprende da Marnya che Sprigatito è stata evitata dai suoi amici Pokémon dopo averli feriti in modo simile nel tentativo di salvarli da uno Spidops. Liko rassicura Sprigatito che non la abbandonerà mai dopo le loro esperienze insieme, facendo sì che il Fogliame di Sprigatito si trasformi in un attacco "Fogliamagica" quando respinge Spidops per aver minacciato gli altri Pokémon di Liko. |                   |                   |
| 41   | È apparsa una mamma! 「キョーレツカーちゃん現る！」 - A Wild Mom Appears! | 1º marzo 2024     | 2 dicembre 2024   |
| 41   | La madre loquace di Dot, Franca, visita l'Impavida Olivina per riportare a casa sua figlia, in quanto la presenza di Dot sull'aereonave era un periodo di prova. Dot rivela a Liko e Roy di essersi unita ai Locomonauti dopo che una visita di Friede l'ha portata a lasciare la sua stanza e a trovare ispirazione per i suoi video di Nidotina al di fuori di Internet, con la sua "prova" come scusa per convincere sua madre. Quando Dot e Franca litigano, quest'ultima si rende conto che la figlia è diventata un'allenatrice di Pokémon e la sfida a una battaglia, durante la quale Quaxly impara l'attacco Calciobasso e sconfigge il Lycanroc di Franca. Dot chiede alla madre il permesso di rimanere con i Locomonauti, esprimendo un nuovo apprezzamento per il mondo attraverso i suoi amici, cosa che una Franca felicissima accetta. |                   |                   |
| 42   | La trasformazione di Palafin, eroi dei mari 「変身！ 海のヒーローイルカマン」 - Transform! Hero of the Seas, Palafin | 8 marzo 2024      | 3 dicembre 2024   |
| 42   | Arrivati a Paldea, i Locomonauti si recano su una spiaggia protetta da Palafin, un eroico Pokémon trasformabile. Palafin viene importunato da un gruppo di cameraman ossessionati dal fotografare la sua trasformazione, che Palafin non ha mai mostrato a nessuno. Mentre finge un'emergenza per attirare Palafin, uno dei fotografi viene attaccato da un gruppo di Klawf. Rispettando la privacy di Palafin, Liko ordina a Sprigato di distrarre i cameraman per aiutare Palafin a trasformarsi, cosa che Liko riesce a vedere. Palafin salva il cameraman con l'aiuto dell'identità segreta supereroica di Landon, Super G. Guardando le fotografie degli eventi della giornata, il gruppo nota una struttura sospetta in lontananza. |                   |                   |
| 43   | Una sfida dagli esploratori 「エクスプローラーズからの果たし状」 - A Challenge from the Explorers | 15 marzo 2024     | 4 dicembre 2024   |
| 43   | Durante una compera, Liko e Roy aiutano un anziano negoziante con una consegna e ricevono una scatola in edizione limitata di panini dolci Wiglett come ringraziamento. Coral, che brama gli stessi dolcetti, invia a Liko e Roy una lettera chiedendoglieli dopo che il resto della scorta del negozio è esaurita. Liko fa arrabbiare Coral aprendo la scatola per condividerla con lei, senza rendersi conto che ella considera la scatola solo un oggetto da collezione. Coral sfida Liko e Roy a una battaglia, a cui si unisce Sidian. Lo scontro viene interrotto quando gli Esploratori vengono convocati sulla loro base sull'isola, esponendo il loro piano di evocare Rayquaza. Liko, Roy e Friede deducono che la torre vicina è la loro base e decidono di indagare. |                   |                   |
| 44   | Il piano per catturare Rayquaza 「レックウザ捕獲計画」 - The Plan to Capture Rayquaza | 22 marzo 2024     | 5 dicembre 2024   |
| 44   | Sull'isola con la torre, Friede scopre il piano degli Esploratori di evocare il Rayquaza Nero. Con l'aiuto della sua squadra, si infiltra nella torre e affronta Ruben. Nel frattempo, Liko, Roy e Landon cercano la torre corretta senza successo. Rayquaza viene evocato al Faro di Leudapoli. Dot affronta coraggiosamente Donia e disabilita il dispositivo che era stato usato per evocare Rayquaza. L'attacco del Pokémon leggendario provoca un'ingente distruzione. L'Impavida Olivina viene gravemente danneggiata dopo che Rayquaza si scontra con il dirigibile. |                   |                   |
| 45   | Da così lontano 「はるか、遠くまで」 - From So Far Away | 29 marzo 2024     | 6 dicembre 2024   |
| 45   | Dopo essersi accertati delle condizioni dei loro amici a bordo del dirigibile, Friede, Liko, Roy e Dot sfidano Rayquaza. Anche Amethio si unisce allo scontro. Nonostante i loro sforzi, Rayquaza si dimostra formidabile finché lo Sprigatito di Liko non si evolve in Floragato e il Fuecoco di Roy non mostra una forza ritrovata, costringendo Rayquaza a ritirarsi. Amethio giura di tornare per Terapagos, malgrado poco prima avesse protetto Liko da un attacco del Pokémon leggendario. I Locomonauti decidono di continuare la loro ricerca con rinnovata determinazione, con i tre ragazzi che mostrano interesse ad apprendere il fenomeno della Teracristallizzazione. Nel frattempo, Gibeon progetta di lasciare che i Locomonauti radunino i Sei Eroi mentre monitorano Terapagos e Liko, puntando a ottenere il "Laquium" per sé con l'aiuto di uno Zygarde cromatico. |                   |                   |

## Orizzonti Pokémon - Stagione 2: Alla ricerca di Laqua

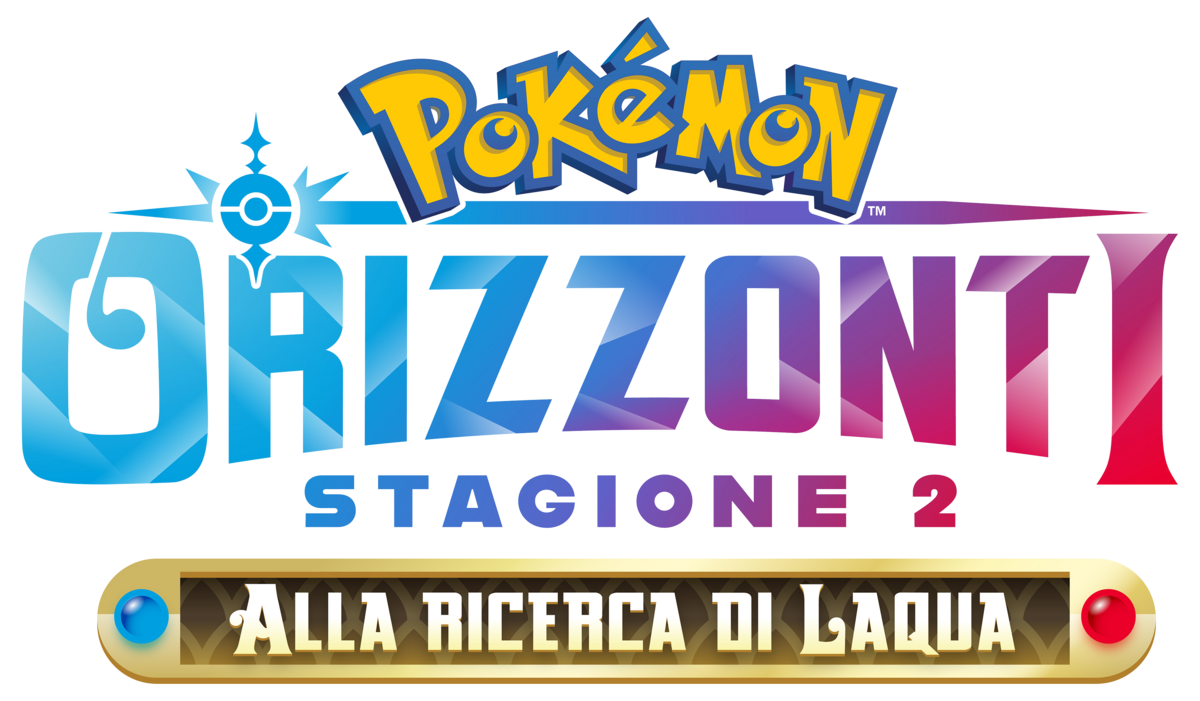
Logo della seconda serie

Negli Stati Uniti la ventisettesima stagione della serie Pokémon prende il nome di Pokémon Horizons: The Search for Laqua.
La stagione viene pubblicata su Netflix suddivisa in più parti: la prima parte, composta da 11 episodi, è stata pubblicata il 7 febbraio 2025; la seconda, composta da 11 episodi, è stata pubblicata il 25 aprile 2025; la terza parte, composta anch'essa da 11 episodi, verrà pubblicata il 27 giugno 2025.
In Italia la stagione è denominata Orizzonti Pokémon - Stagione 2: Alla ricerca di Laqua. La stagione, in onda su Boing, è stata suddivisa in più blocchi: il primo blocco, di 15 episodi, è stato trasmesso dal 26 maggio al 12 giugno 2025.
Questa lista è suscettibile di variazioni e potrebbe essere incompleta o non aggiornata.

| Nº   | Titolo italiano Giapponese 「Kanji」 - Rōmaji | In onda           | In onda        |
| Nº   | Titolo italiano Giapponese 「Kanji」 - Rōmaji | Giapponese        | Italiano       |
| 1233 | Benvenuti all’Accademia Arancia! 「ドキドキ! オレオレンジアカデミー」 - Welcome to Naranja Academy! | 12 aprile 2024    | 26 maggio 2025 |
| 1233 | Liko, Roy e Dot si iscrivono a un corso di Terallenamento all'Accademia Arancia di Paldea. Incontrano Clavel e Alisma, che li introducono al programma di allenamento che prevede la Teracristallizzazione e le sfide contro i Capipalestra. Durante il loro tour, incontrano Nemi, che Liko e Roy avevano già incontrato in precedenza, e alcuni membri dei Superquattro. Liko si riunisce anche con la sua compagna di classe Ann e vince una lotta contro di lei. Mentre si preparano a partire, scoprono che i membri degli Esploratori Coral, Sidian e Donia si sono infiltrati all'accademia spacciandosi per due studenti e un'insegnante. Nel frattempo, Friede si prepara per una ricerca di informazioni. |                   |                |
| 1234 | Mettici anima e cuore 「リコとニャローテ、心をこめて」 - Put Your Heart Into It! | 19 aprile 2024    | 26 maggio 2025 |
| 1234 | Liko, Roy e Dot arrivano a Moldulcia per la lotta di Liko contro la Capopalestra locale, Aceria. Incontrano Coral, che sfida Liko a una lotta Pokémon. Tuttavia, Aceria propone una gara di torte. Dopo aver cucinato con successo una torta, Liko affronta Aceria e perde. Nonostante la sconfitta, la Capopalestra elogia la sinergia di Liko con Floragato e le permette di superare il test. |                   |                |
| 1235 | Risplendi, bagliore delle fiamme e dell'arte! 「輝く! 火と芸術の輝き!」 - Sparkle! The Glow of Flame and Art! | 3 maggio 2024     | 27 maggio 2025 |
| 1235 | Roy, Liko e Dot si recano a Los Tazones per la lotta di Roy contro Brassius. Roy affronta Nemi, ma perde a causa della pioggia che influenza la sua strategia. Partecipano al festival d'arte della città, creando opere d'arte che riflettono il loro legame con i Pokémon. Roy alla fine sfida Brassius e vince. |                   |                |
| 1236 | Dot e Nidotina 「ドットとぐるみん!」 - Dot and Nidothing | 10 maggio 2024    | 28 maggio 2025 |
| 1236 | Dot e i suoi amici arrivano a Leudapoli per il suo test. Per prepararsi alla battaglia contro Kissara, Dot si allena con Roy. L'ansia da telecamera la tormenta e perde. Dot si sente più a suo agio davanti alle telecamere vestita da Nidotina e si chiede se debba affrontare il pubblico nel suo alter ego o meno. Dopo aver riacquistato fiducia in sè stessa, decide di affrontare il test senza costume, impressionando gli amici e guadagnandosi il rispetto di Kissara. |                   |                |
| 1237 | La Teracristallizzazione fa tendenza! Danza, Quaxly, danza! 「映えろテラスタル! ダンスダンスクワッス！！」 - Trending Terastallisation! Dance, Dance, Quaxly! | 17 maggio 2024    | 29 maggio 2025 |
| 1237 | Con la sua battaglia contro Kissara imminente, Dot riflette su come combattere fedele al suo stile e passa la notte a perfezionare la sua strategia. Il giorno dopo, Dot e Kissara si affrontano, ma accadono eventi inaspettati: la corrente elettrica in città viene improvvisamente interrotta. Dot improvvisa trasformando Quaxly in un Pokémon di tipo Acqua, sorprendendo l'avversaria. Dot finisce per perdere la battaglia, ma nonostante la sconfitta, Kissara le permette di superare la prova. |                   |                |
| 51   | La torre di fiori 「トゲトゲニャローテ！？ 不思議な花ばしら」 - The Flower Tower | 24 maggio 2024    | 30 maggio 2025 |
| 51   | Liko, Dot e Roy si dirigono verso un fiume per osservare i Pokémon selvatici per un reportage. Floragato si ingelosisce delle attenzioni di Liko per Terapagos e Hatenna, e scappa via. Dot nota l'umore di Floragato e suggerisce di indagare su un fenomeno locale chiamato "torre di fiori" per tirarle su di morale. Mentre Liko cerca Floragato, cade in un burrone. Dopo aver aiutato un gruppo di Toedscool e aver assistito alla "torre di fiori", Liko e i suoi Pokémon vengono salvati. Pur avendo dimenticato di immortalare il momento, Liko decide di illustrarlo per il suo reportage, grata per il legame rafforzato con Floragato grazie a quell'esperienza.                                        |                   |                |
| 52   | Allerta vento forte per Wattrel! 「カイデン、強風注意報！」 - Wattrel's High Wind Warning! | 31 maggio 2024    | 2 giugno 2025  |
| 52   | Liko, Roy e Dot osservano i Pokémon selvatici per raccogliere informazioni. Roy cerca di aiutare Wattrel a superare la sua paura di volare. Di notte, Roy incontra Lima e il suo Houndstone. Più tardi, Roy e un Capsakid rimangono intrappolati su una piccola rupe. Roy e Capsakid vengono salvati con l'aiuto di Wattrel, che si evolve in Kilowattrel. Liko e Dot non riescono a registrare l'evoluzione, lasciando Roy deluso. Proseguono il loro viaggio, ignari di un Pokémon spettrale in una foresta vicina. |                   |                |
| 53   | Hatenna e l'Ultraterreno 「ミブリムとこの世ならざるもの」 - Hatenna and the Otherworldly | 7 giugno 2024     | 3 giugno 2025  |
| 53   | Liko, Roy e Dot si avventurano in una foresta alla ricerca di un misterioso Pokémon noto come "ultraterreno", di cui Roy aveva sentito parlare da Lima. Incontrano tre compagni di classe dell'Accademia Arancia che hanno anche loro incontrato il Pokémon. Il trio lo identifica come un Annihilape. Insieme, risolvono malintesi con un gruppo arrabbiato di Mankey, Primeape e Annihilape e ristabiliscono la pace. Mentre domano tre Annihilape, l'Hatenna di Liko si evolve in Hattrem. Il gruppo lascia la foresta e decide di tornare all'Accademia Arancia. |                   |                |
| 54   | Il Tesoro dell'eternità 「永遠のめぐみ」 - The Treasure of Eternity | 14 giugno 2024    | 4 giugno 2025  |
| 54   | Friede, studiando le memorie di Lucius e il diario di Diana, decide di fare ricerche su Terapagos. Nel frattempo, Liko, Roy e Dot si dirigono all'Accademia Arancia, e Ann si unisce a loro per la strada di ritorno. Friede visita Exceed, suo vecchio posto di lavoro, per scoprire di più sul Laquium, dove incontra il suo ex capo Cervantes e il collega Yanga. Nonostante gli ostacoli, Friede affronta delle guardie per trovare una teca vuota che conteneva il Laquium. Intanto, Amethio ha un incontro con Gibeon, che è anche suo nonno, e tiene traccia dei movimenti di Ruben, che ha sottratto il Laquium.                                                                                            |                   |                |
| 55   | Lotta contro i superquattro di Paldea 「対決！ パルデア四天王」 - Showdown! The Paldea Elite Four | 21 giugno 2024    | 5 giugno 2025  |
| 55   | Dopo aver completato le prove di Terallenamento, Liko, Roy, Dot e i loro compagni tornano all'Accademia Arancia. Il direttore Clavel annuncia delle lotte amichevoli contro i membri dei Superquattro di Paldea, e che gli studenti verranno affiancati con i Capipalestra che hanno affrontato in Lotte Multiple. Dot e Kissara affrontano per prime Verina, e sfruttando il lavoro di squadra vincono. Roy e Brassius affrontano poi Oranzio, ma perdono. Liko e Aceria vengono accoppiate e si preparano per la loro imminente lotta contro Capsi. |                   |                |
| 56   | Liko contro Capsi: verso la fine della lotta! 「リコVSチリ! バトルの先に」 - Liko vs. Rika! Towards the Battle's End | 28 giugno 2024    | 6 giugno 2025  |
| 56   | Liko e Aceria affrontano Capsi dei Superquattro di Paldea in una lotta multipla. Nel corso del duello, entrambe le fazioni si avvalgono di mosse strategiche e di un gioco di squadra, dimostrando il loro legame con i rispettivi Pokémon. Nel frattempo, Dot si aggira nella biblioteca dell'accademia e incontra Penny, e Donia in incognito, che le rivolge avvertimenti criptici. Liko e Aceria perdono la lotta. Più tardi, Dot mostra a Liko e Roy un libro che contiene un disegno raffigurante Terapagos. |                   |                |
| 57   | Il Terapagos che non conosco 「わたしの知らないテラパゴス」 - The Terapagos I Don't Know | 5 luglio 2024     | 9 giugno 2025  |
| 57   | Friede, Clavel, Alisma e i ragazzi si incontrano per discutere di Terapagos. Alisma menziona l'avvistamento di un Pokémon che assomiglia a questi nell'Area Zero, come descritto nel Libro Scarlatto. Dot mostra uno schizzo che suggerisce una terza forma di Terapagos. Discutono dell'interesse di Terapagos per Laqua e progettano di esplorare l'Area Zero con Alisma. Più tardi, l'insegnante di storia Morasia si unisce a loro e li conduce ad antiche rovine, dove racconta loro la storia di Paldea. Friede collega Laqua al Laquium. All'Accademia Arancia, gli studenti vengono incaricati di affrontare altri Capipalestra.                                                                            |                   |                |
| 58   | Un piatto degno di un Kingambit 「看板ポケモンはドドゲザン！？」 - Food Fit for a Kingambit! | 12 luglio 2024    | 10 giugno 2025 |
| 58   | Dot, Roy e Liko arrivano a Mestulia per il test di Terallenamento di Dot contro Ubaldo. Si imbattono in un ristorante che fatica ad attrarre clienti. Dot e gli altri contribuiscono a risollevare le sorti del ristorante con un nuovo piatto, a base di udon fatti in casa da Kingambit. |                   |                |
| 59   | Danza, Quaxly! Fai vedere quello che sai fare! 「おどれクワッス！ 碧きチャンプルステップ！!」 - Dance, Quaxly! The Blue Medali Step! | 26 luglio 2024    | 11 giugno 2025 |
| 59   | Liko, Roy e Dot incontrano il Capopalestra Ubaldo al Ristorante Oro in Bocca, dove inizia la prova di Terallenamento di Dot. Nonostante gli sforzi di Dot e il fatto che il suo Quaxly si evolve in Quaxwell, viene infine sconfitto dallo Staraptor di Ubaldo. Quest'ultimo elogia Dot per il suo uso strategico dei Pokémon e per la Teracristallizzazione, dichiarando la sua prova un successo. |                   |                |
| 60   | La prima neve di Roy e Fuecoco 「はじめての雪！ ホッホッゲー！！」 - Roy and Fuecoco's First Snow! | 9 agosto 2024     | 12 giugno 2025 |
| 60   | Liko, Roy e Dot iniziano il loro viaggio verso Neveria e raggiungono la montagna Sierra Napada. Dopo aver incontrato dei Pokémon selvatici nella zona, trovano una baita in cui trascorrere la notte. Durante la ricerca di rami, Fuecoco cade da una rupe e si separa da Roy. È solo il loro canto che li aiuta a sentirsi a vicenda e a riunire Roy con il suo Pokémon. |                   |                |
| 61   | Lascia che la tua anima risuoni! Una sfida da Lima 「響け魂！ ライムへの挑戦」 - Resonating Spirits in a Challenge to Ryme! | 16 agosto 2024    | -              |
| 62   | Io e la canzone di Fuecoco 「ホゲータとぼくの歌」 - A New Song for Fuecoco | 23 agosto 2024    | -              |
| 63   | Battaglia di ghiaccio! Grusha dagli occhi freddi 「氷の戦い！ 冷たい瞳のグルーシャ」 - Ice Battle! Cold-Eyed Grusha | 30 agosto 2024    | -              |
| 64   | Sierra Napada, l'ombra strisciante 「ナッペ山、しのびよる影」 - The Approaching Shadow! | 6 settembre 2024  | -              |
| 65   | Liko e Amethio 「リコとアメジオ」 - Liko and Amethio | 13 settembre 2024 | -              |
| 66   | Invasione del sistema! Crisi all'Accademia Arancia!! 「システム侵入！ オレンジアカデミーの危機！！」 - Infiltrating the System! Naranja Academy in Danger! | 20 settembre 2024 | -              |
| 67   | Brilla Teracristal! Liko contro Roy!! 「輝けテラスタル！ リコVSロイ！！」 - Shine on, Terastallization! Liko vs. Roy! | 27 settembre 2024 | -              |
| 68   | Verso un nuovo cielo! Impavida Olivina!! 「新たなる空へ！ ブレイブアサギ号！！」 - Into a New Sky! The Brave Olivine! | 11 ottobre 2024   | -              |
| 69   | Io sono un Pokémon e tu sei me!? 「ぼくがポケモンで、キミがぼく！？」 - Roy is Crocalor, and Crocalor is Roy | 18 ottobre 2024   | -              |
| 70   | Il martello di Tinkatink non è stato realizzato in un giorno 「カヌチャンのハンマーは1日にしてならず」 - Tinkatink's Hammer Wasn't Made in a Day | 25 ottobre 2024   | -              |
| 71   | Incontro al Lago Cristallo 「てらす池の出会い」 - Encounters at the Crystal Pool | 1º novembre 2024  | -              |
| 72   | Inseguimento! La ricerca di Kleavor 「追跡！ バサギリを探せ！！」 - The Search for Kleavor! | 8 novembre 2024   | -              |
| 73   | Il guerriero solitario Kleavor 「孤高の戦士バサギリ」 - Kleavor the Solitary Warrior | 15 novembre 2024  | -              |
| 74   | I tre esploratori 「３人のエクスプローラーズ」 - The Three Explorers | 22 novembre 2024  | -              |
| 75   | Il futuro affidato, lo splendore di questo mondo 「託された未来、この世界の輝き」 - The Wonders of the World! | 29 novembre 2024  | -              |
| 76   | Wynaut? È proprio così! 「ソーナノ？ ソーダヨ！」 - Wynaut?! Wy-Yes! | 6 dicembre 2024   | -              |
| 77   | Landon torna a casa 「ランドウ、故郷へ帰る」 - Ludlow's Homecoming! | 13 dicembre 2024  | -              |
| 78   | Combattimento feroce Entei! Grido di guerra di fiamme!!! 「激闘エンテイ！ 炎のおたけび！！」 - Entei's Fierce Battle Cry! | 20 dicembre 2024  | -              |
| 79   | Over the Top 「オーバー・ザ・トップ」 - Over the Top | 10 gennaio 2025   | -              |
| 80   | Ci sono dei Pokémon davvero fantastici nell'Area Zero?! 「エリアゼロでオニイケポケモン！？」 - Totally Awesome Pokémon in Area Zero?! | 17 gennaio 2025   | -              |
| 81   | Una grande battaglia! La fiamma che trafigge la terra 「大バトル！大地を穿つ炎」 - A Great Battle! The Earth-Piercing Flame | 24 gennaio 2025   | -              |
| 82   | Alla fine dell'arcobaleno splendente 「光り出した虹の先で」 - At the End of the Shining Rainbow | 31 gennaio 2025   | -              |
| 83   | La verità rivelata? La determinazione di Amethio 「明かされる真実？アメジオの決意」 - The Truth Revealed? Amethio's Determination | 7 febbraio 2025   | -              |
| 84   | Dove il cielo e la terra si incontrano 「天と地が出会う処」 - Where Heaven and Earth Meet | 14 febbraio 2025  | -              |
| 85   | Arrivo! Il paradiso di Laqua 「到着！楽園ラクア」 - Arrival! The Paradise of Laqua | 21 febbraio 2025  | -              |
| 86   | I Locomonauti contro gli Esploratori 「ライジングボルテッカーズVSエクスプローラーズ！」 - The Rising Volt Tacklers VS The Explorers! | 28 febbraio 2025  | -              |
| 87   | Guida del Rayquaza nero 「黒いレックウザの導き」 - Guidance of the Black Rayquaza | 7 marzo 2025      | -              |
| 88   | Onde d'urto dello Zygarde bianco 「激震の白いジガルデ」 - Shockwaves from the White Zygarde | 14 marzo 2025     | -              |
| 89   | Oltre l'avventura 「冒険の先に」 - Beyond the Adventure | 21 marzo 2025     | -              |
| 90   | Di nuovo verso il cielo (prima parte) 「大空へ向かって、再び 前編」 - Towards the Sky Again, Part 1 | 11 aprile 2025    | -              |
| 91   | Di nuovo verso il cielo (seconda parte) 「大空へ向かって、再び 後編」 - Once More, To the Skies, Part 2 | 11 aprile 2025    | -              |
| 92   | Segui i segnali del Laquium 「ラクリウム・サインを追って」 - Follow the Laquium Signs | 18 aprile 2025    | -              |
| 93   | Super tifosi?! Una battaglia tra fan di Nidotina!! 「ガチ推し！？ ぐるみんファン対決！！」 - Super-Stans?! A Gurumin Fan Battle!! | 25 aprile 2025    | -              |
| 94   | La signorina del Centro Pokémon 「ポケモンセンターのお姉さん」 - The Pokémon Center Lady | 2 maggio 2025     | -              |
| 95   | Sfera forte 「ストロングスフィア」 - Strong Sphere | 9 maggio 2025     | -              |
| 96   | Scontro! La banda della velocità del drago 「激突！ ドラゴン爆走団」 - Clash! The Dragon Speed Gang | 16 maggio 2025    | -              |
| 97   | Il grande sorriso del dispettoso Stunfisk? 「いたずらマッギョのイイ笑顔？」 - The Mischievous Stunfisk's Great Smile? | 30 maggio 2025    | -              |
| 98   | Riunione a Moldulcia! 「再会のセルクルタウン！」 - Reunion in Cortondo! | 6 giugno 2025     | -              |
| 99   | Con un'Oria senza ali 「飛べないオリオと」 - With a Flightless Orla | 13 giugno 2025    | -              |
| 100  | Noi siamo i Locomonauti! 「我らライジングボルテッカーズ！」 - We Are the Rising Volt Tacklers! | 20 giugno 2025    | -              |
| 101  | Battaglia! Teracristal VS Megaevoluzione!! 「闘え！ テラスタル対メガシンカ！！」 - Fight! Terastal VS Mega Evolution!! | 27 giugno 2025    | -              |
| 102  | Il cavaliere incontrato tra le rovine 「遺跡で出逢った騎士」 - The Knight Encountered in the Ruins | 4 luglio 2025     | -              |
| 103  | Brucia, amore di Nidotina! 「燃やせ、ぐるみん愛！」 - Burn, Nidothing Love! | 18 luglio 2025    | -              |
| 104  | Il desiderio di Charcadet 「カルボウの願い」 - Charcadet's Wish | 1º agosto 2025    | -              |
| 105  | Gholdengo fa surf dopo la tempesta 「嵐のち波乗りサーフゴー」 - Surfing Gholdengo After the Storm | 8 agosto 2025     | -              |
| 106  | Mega fantastico!? La Dusk Ball non apribile 「メガすげぇ！？開かずのダークボール」 - Mega Awesome!? The Unopenable Dusk Ball | 15 agosto 2025    | -              |
| 107  | Due persone, come amici 「ふたり、友として」 - Two People, As Friends | 22 agosto 2025    | -              |
| 108  | Il ritorno di Diana!!!! 「ダイアナ・カムズ・バック！！！！」 - Diana Comes Back!!!! | 29 agosto 2025    | -              |